# 송 (성씨)
송(宋)은 중국과 한국의 성씨로, 이 성씨는 상(商)나라 29대 왕 제을(帝乙)의 장자(長子)인 미자계(微子啓)가 춘추 전국 시대의 송(宋)의 제후로 봉(封)해졌고, 송나라 유민들이 송(宋)을 성으로 쓰면서 송씨가 생겼다. 송은 중국의 성씨 인구 24위이며, 2015년 대한민국 통계청 인구조사에서 683,494명으로 조사되어 한국 성씨 인구 18위이기도 하다. 본관은 여산(礪山)·은진(恩津)·진천(鎭川)·연안(延安)·야로(冶爐)·남양(南陽)·신평(新平)·홍주(洪州)·청주(淸州) 등 문헌에 172본이 전한다. 인구는 여산 송씨와 은진 송씨가 대다수를 차지한다.

## 기원
송씨(宋氏)의 시조 미자계(微子啓)는 상(商)나라 29대 왕 제을(帝乙)의 장자(長子)이며, 주왕(紂王)의 이복형이다. 성이 자(子)이고, 이름은 계(啓)인데, 미(微)에 봉(封)해져 미자계(微子啓)라고 불렸다. 상(商)이 멸망한 뒤에 주(周) 성왕(成王)에게 송(宋)의 제후로 봉(封)해졌다. 송나라 유민들이 송(宋)을 성(姓)으로 쓰면서 송씨가 생겼다.
송씨 중 고려사에 최초로 기록된 송함홍(宋含弘)이 태봉(泰封)의 신하로서 문사(文事)를 관장하였고, 왕건이 고려를 건국하자 대상(大相)이 되었다. 목종 3년(서기 1000년) 과거에 급제한 송굉(宋翃), 고려 현종 때 도병마녹사(都兵馬錄事)로 임명된 송균언(宋均彦), 1013년(현종 4년) 100세가 넘어 대광(大匡)의 벼슬을 받은 보국대장군(輔國大將軍) 송능(宋能), 고려 인종 때 이자겸의 난에 대항한 송행충(宋幸忠) 등이 고려사에 기록되어 있으나 시조 이전의 계보는 알 수 없다.
현대에 편찬된 송씨통사에 의하면 도시조는 당(唐)나라의 호부상서 송주은(宋柱殷)이라고 주장하나, 구당서·신당서 등 정식 사료에는 기록되어 있지 않아 고증할 수 없다. 그의 후손 자영(自英)의 세 아들 유익(惟翊)·천익(天翊)·문익(文翊) 3형제가 각각 여산송씨·은진송씨·서산송씨의 시조이며, 다른 본관은 3본에서 분파되었다고 주장한다.

## 여산 송씨
여산 송씨(礪山宋氏) 시조 송유익(宋惟翊)은 고려의 진사(進士)로서 여산군(礪山君)에 봉해지고, 은청광록대부(銀靑光錄大夫)로 추밀원부사(樞密院副使)에 추증되었다고 한다. 여산은 전북특별자치도 익산시 여산면 일대다. 송유익의 증손자 송송례(宋松禮, 1207년 ~ 1289년)가 고려 충렬왕 때 찬성사(贊成事) 중찬(中贊)에 올랐다. 송송례의 장남 송염(宋琰)은 상장군(上將軍)에 이르렀고, 차남 송분(宋玢)은 벽상삼한삼중대광(壁上三韓三重大匡) 추성찬화안사공신(推誠贊化安社功臣)에 책록되고 낙랑공(樂浪公)에 봉해졌으며 중찬으로 치사하였다. 여산 송씨는 조선시대 문과급제자 107명을 배출하였다. 송질(宋軼)이 중종 때 영의정에 올랐고, 송인명은 영조 때 좌의정에 올랐다. 2015년 인구는 298,231명이다.

## 은진 송씨
은진 송씨(恩津 宋氏) 시조 송대원(宋大源)이 고려의 판원사(判院事)를 지내고 은진군(恩津君)에 봉해졌다고 한다. 은진은 충청남도 논산시 은진면 일대다. 송대원의 증손자 송명의(宋明誼)가 1362년(공민왕 11) 문과에 급제하여 사헌부 집단(司憲府執端)을 역임하였다. 은진 송씨는 조선시대 문과 급제자 79명을 배출하였다. 송시열(宋時烈)이 현종 때 좌의정에 올랐고, 송근수(宋近洙)는 고종 때 좌의정에 올랐다. 2015년 인구는 226,050명이다.

## 진천 송씨
진천 송씨(鎭川宋氏) 시조 송순공(宋舜恭)이 신라 헌강왕 때 대아찬(大阿湌)을 지냈다고 한다. 중시조 송인(宋仁)의 손자 송국첨(宋國瞻)이 과거에 급제하여 고려 고종 때 형부상서(刑部尙書) 등을 지냈다. 조선시대 문과 급제자 42명을 배출하였다. 2015년 인구는 32,690명이다.

## 연안 송씨
연안 송씨(延安宋氏) 시조 송경(宋卿)이 고려 공민왕 때 찬성사(贊成事)에 이르렀고, 연안부원군(延安府院君)에 봉해졌다. 조선시대 문과 급제자 6명을 배출하였다. 2015년 인구는 13,098명이다.

## 야로 송씨
야로 송씨(冶爐宋氏) 시조 송맹영(宋孟英)이 고려 목종 때 간의대부(諫議大夫), 총부의랑(摠部議郞)을 지내고 야성군(冶城君)에 추증되었다고 한다. 조선시대 문과 급제자 19명을 배출하였다. 2015년 인구는 20,201명이다.

## 신평 송씨
신평 송씨(新平宋氏) 시조 송구진(宋丘進)이 고려시대 봉익대부(奉翊大夫) 서운관정(書雲觀正) 겸 습사도감판관(習射都監判官)을 지냈다고 한다. 6세손 송희경(宋希璟)은 조선 세종(世宗) 때 좌헌납(左獻納), 금산군수(錦山郡守)를 역임하였다. 2015년 인구는 13,916명이다.

## 남양 송씨
남양 송씨(南陽宋氏) 시조 송규(宋奎)가 당나라 한림학사(翰林學士)로 신라에 와 이부상서(吏部尙書)를 역임하였다고 한다. 고려 말 감찰대부(監察大夫) 정당문학(政堂文學) 등을 지낸 송세보(宋世輔)를 기세조로 하는 도촌파와 송공절(宋公節)을 기세조로 하는 안서파가 있다. 2015년 인구는 11,041명이다. 

## 홍주 송씨
홍주 송씨(洪州宋氏) 시조 송계(宋桂)가 고려 말 시중을 지내고, 조선 건국에 반대하였다고 한다. 중시조 송평(宋枰)이 조선시대 조지서별제(造紙署別提)와 세작익위사익위(世子翊衛司翊衛)를 지내고 전라도 담양으로 이거하였다. 2015년 인구는 9,679명이다.

## 청주 송씨
청주 송씨(淸州宋氏) 시조 송유충(宋有忠)이 고려 충숙왕 때 공을 세워 청원군(淸原君)에 봉해졌다. 2세 송훤(宋暄)은 조선 개국공신으로 서원군(西原君)에 습봉되었다. 2015년 인구는 8,171명이다.

## 용성 송씨
용성 송씨(龍城宋氏) 시조 송엄경(宋嚴卿)이 조선조에 무과(武科)에 급제하여 창성진 병마 절제사(昌城鎭兵馬節制使)를 역임하였고, 1455년(세조 1년) 좌익원종공신(佐翼原從功臣) 3등에 책록되었다. 2015년 인구는 4,193명이다.

## 문경 송씨
송다인이 시초  문경 송씨(聞慶宋氏) 시조 송다인(宋臣敬)이 고려 조에 이부전서(吏部典書) 등을 역임하다 혼란한 정세 탓에 관직을 버리고 문경에 정착하였다고 한다. 2015년 인구는 3,251명이다.

## 서산 송씨
서산 송씨(瑞山宋氏) 시조 송이석(宋而碩)이 조선시대에 현신교위(顯信校尉)를 지냈다고 한다. 2015년 인구는 2,119명이다.

## 김해 송씨
김해 송씨(金海宋氏) 시조 송천봉(宋天逢)이 1330년(고려 충숙왕 17년) 과거에 장원급제하여 첨서밀직사사(簽書密直司事)에 오르고 김해군(金海君)에 봉해졌다. 2015년 인구는 1,149명이다.

## 덕산 송씨
덕산 송씨(德山宋氏) 시조 송호산(宋壺山)이 고려조에 찬성사(贊成事)를 역임했다고 한다. 2015년 인구는 226명이다.

## 옥구 송씨
옥구 송씨(沃溝宋氏) 시조 송원규(宋原規)가 고려조에 산원(散員), 동정(同正) 등을 역임했다고 한다. 2015년 인구는 147명이다.

## 나주 송씨
나주 송씨(羅州宋氏) 시조 송취억(宋就億)이 1774년(영조 50년) 식년 문과에 급제하여 성균관 전적을 지냈다. 2015년 인구는 31명이다.

## 같이 보기
- 한국의 성씨와 이름